# Ernesto Herrera
Ernesto Herrera (Montevideo, 20 de març de 1889 - ibídem, 19 de febrer de 1917) va ser un dramaturg uruguaià.

## Biografia
Va fer les seves primeres armes literàries dins el periodisme (Bohemia, El Pueblo, La Semana), va viatjar després per Europa i va publicar el 1910 la seva primera obra, Su majestad el hambre (subtitulada Cuentos brutales), històries tosques de prèdica social, a la qual van seguir els seus dramas El estanque, Mala laya, El león ciego (1911), cant de comiat als cabdills rurals, que ha estat considerada com a l'obra teatral millor construïda d'aquella època, i El caballo del comisario, que parla així mateix de les inquietuds socials de l'autor. La seva última obra seria El pan nuestro (1913?), concebuda durant un viatge a Espanya que va fer.

## Obra
- Su majestad el hambre (Subtitulada Cuentos brutales) (Contes. 1910)
- El estanque (Drama. 1910)
- Mala Laya (Drama. 1911)
- El caballo del comisario (Drama. 1911)
- La moral de Misia Paca (Drama. 1911)
- El león ciego (Drama. 1911)
- El pan nuestro (Drama. 1913?)